# ريز هوفا
ريز هوفا (بالإنجليزية: Reese Hoffa)‏ مواليد 8 أكتوبر 1977 في أوغستا، هو لاعب دفع ثقل أمريكي. أفضل رقم شخصي له هو 22.43 م. مثل بلاده في الأولمبياد وحصل على الميدالية البرونزية.

## الميداليات
| الميدالية | المسابقة                                    |
| --------- | ------------------------------------------- |
| برونزية   | الألعاب الأولمبية الصيفية 2012              |
| ذهبية     | بطولة العالم لألعاب القوى 2007              |
| ذهبية     | بطولة العالم لألعاب القوى داخل الصالات 2006 |
| فضية      | بطولة العالم لألعاب القوى داخل الصالات 2008 |
| فضية      | بطولة العالم لألعاب القوى داخل الصالات 2004 |
| ذهبية     | دورة الألعاب الأمريكية 2003                 |

## روابط خارجية
- ريز هوفا على موقع الاتحاد الدولي لألعاب القوى (الإنجليزية)
- ريز هوفا على موقع الاتحاد الأمريكي لسباقات المضمار والميدان (الإنجليزية)
- ريز هوفا على موقع الدوري الماسي (الإنجليزية)
- ريز هوفا على موقع أوليمبيديا (الإنجليزية)
- ريز هوفا على موقع اللجنة الأولمبية والبارالمبية الأمريكية (الإنجليزية)